# Quirinus Ignatius Maria Mok
Quirinus Ignatius Maria Mok (ur. 25 stycznia 1925 w Amsterdamie, zm. 12 sierpnia 2005 w Lejdzie) – niderlandzki lingwista, specjalizujący się w literaturze okcytańskiej.